# Iwacewicze (gmina)
Iwacewicze (do 1931 Borki-Hiczyce) – dawna gmina wiejska istniejąca w latach 1931–1939 w woj. poleskim (obecnie na Białorusi). Siedzibą gminy były Iwacewicze (373 mieszk. w 1921 roku).
Gmina Iwacewicze powstała 11 grudnia 1931 roku w powiecie kosowskim w woj. poleskim, w związku z przemianowaniem gminy Borki-Giczyce na Iwacewicze . 1 kwietnia 1935 roku, po zniesieniu powiatu kosowskiego gmina weszła w skład nowego powiatu iwacewickiego w tymże województwie, którego Iwacewicze zostały siedzibą (jednak nadal pozostając wsią).
Po wojnie obszar gminy Iwacewicze wszedł w struktury administracyjne Związku Radzieckiego.